# Diamantes (circuito turístico)

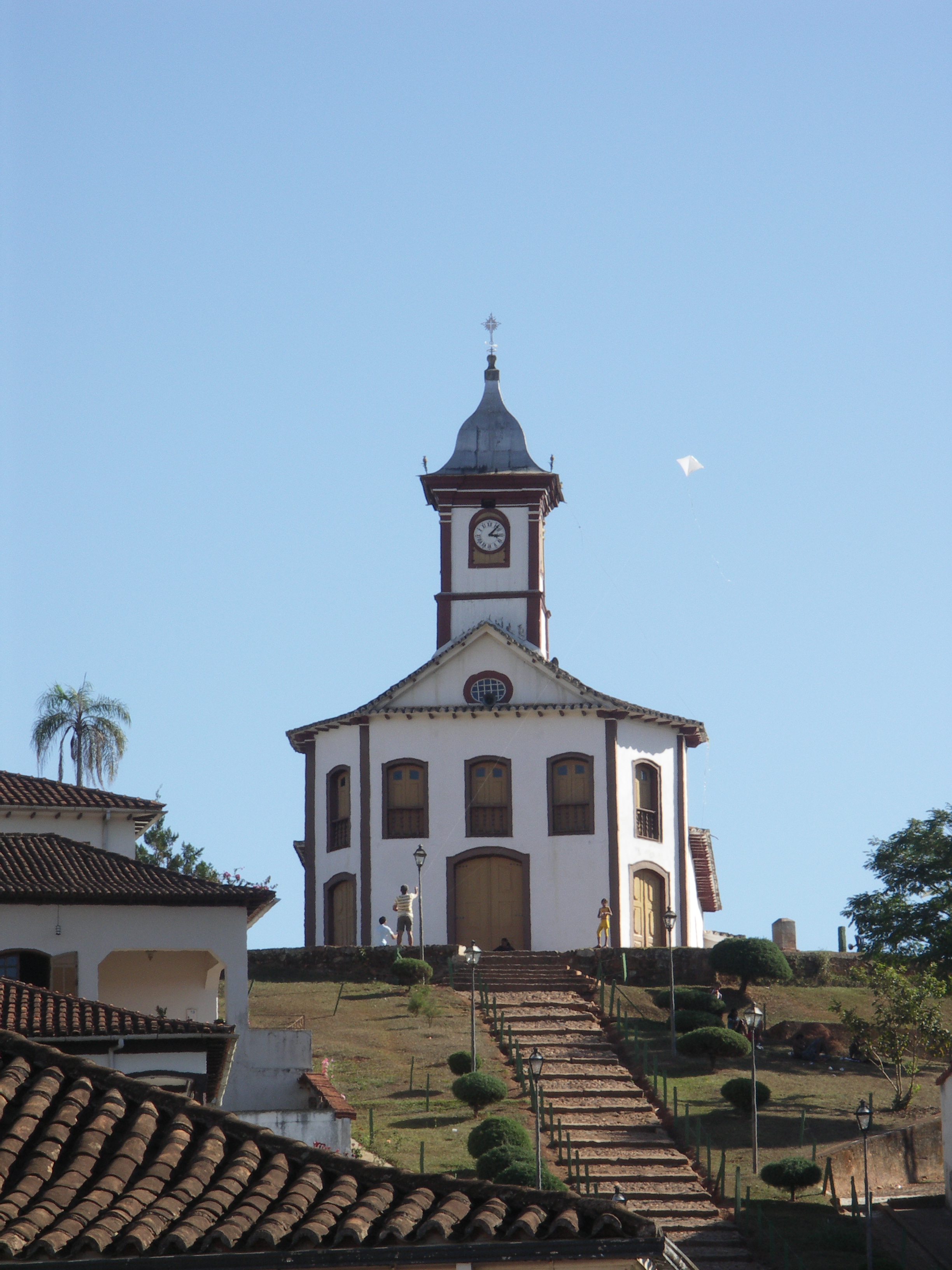
Capela de Santa Rita, no município do Serro.

O Circuito dos Diamantes é um circuito turístico do estado brasileiro de Minas Gerais.

## Localização
Localizado na confluência de três mesorregiões do estado - Jequitinhonha, Central e Metropolitana - o circuito é constituído por quinze municípios: Alvorada de Minas, Carbonita, Couto de Magalhães de Minas, Datas, Diamantina, Felício dos Santos, Gouveia, Monjolos, Presidente Kubitschek, Rio Vermelho, Santo Antônio do Itambé, São Gonçalo do Rio Preto, Senador Modestino Gonçalves, Serra Azul de Minas e Serro.

## Transporte
As principais rodovias que integram os municípios do circuito são as federais BR-259 e BR-367 e as estaduais MG-010, MG-214 e MG-317. Há ainda aeroportos em Diamantina e no Serro.

## Patrimônio natural
A Serra do Espinhaço, considerada uma reserva da biosfera pela UNESCO, reúne os principais recursos naturais da região do circuito.